# Teatro Concha Espina
El Teatro Municipal Concha Espina (TMCE) es un teatro situado en la calle Pedro Alonso Revuelta de la ciudad de Torrelavega (Cantabria, España), cuyo nombre se debe a la escritora cántabra Concha Espina. Fue inaugurado el 4 de enero de 2007, unos cincuenta años después de la desaparición del Teatro Principal, el anterior teatro de la localidad. Se encuentra situado en el lugar del antiguo cine Concha Espina, forma parte de un conjunto que integra también la ampliación de la Biblioteca Popular Gabino Teira.
Acoge obras teatrales, óperas, conciertos y largometrajes. Cuenta con un aforo de 768 plazas.